# Гаса

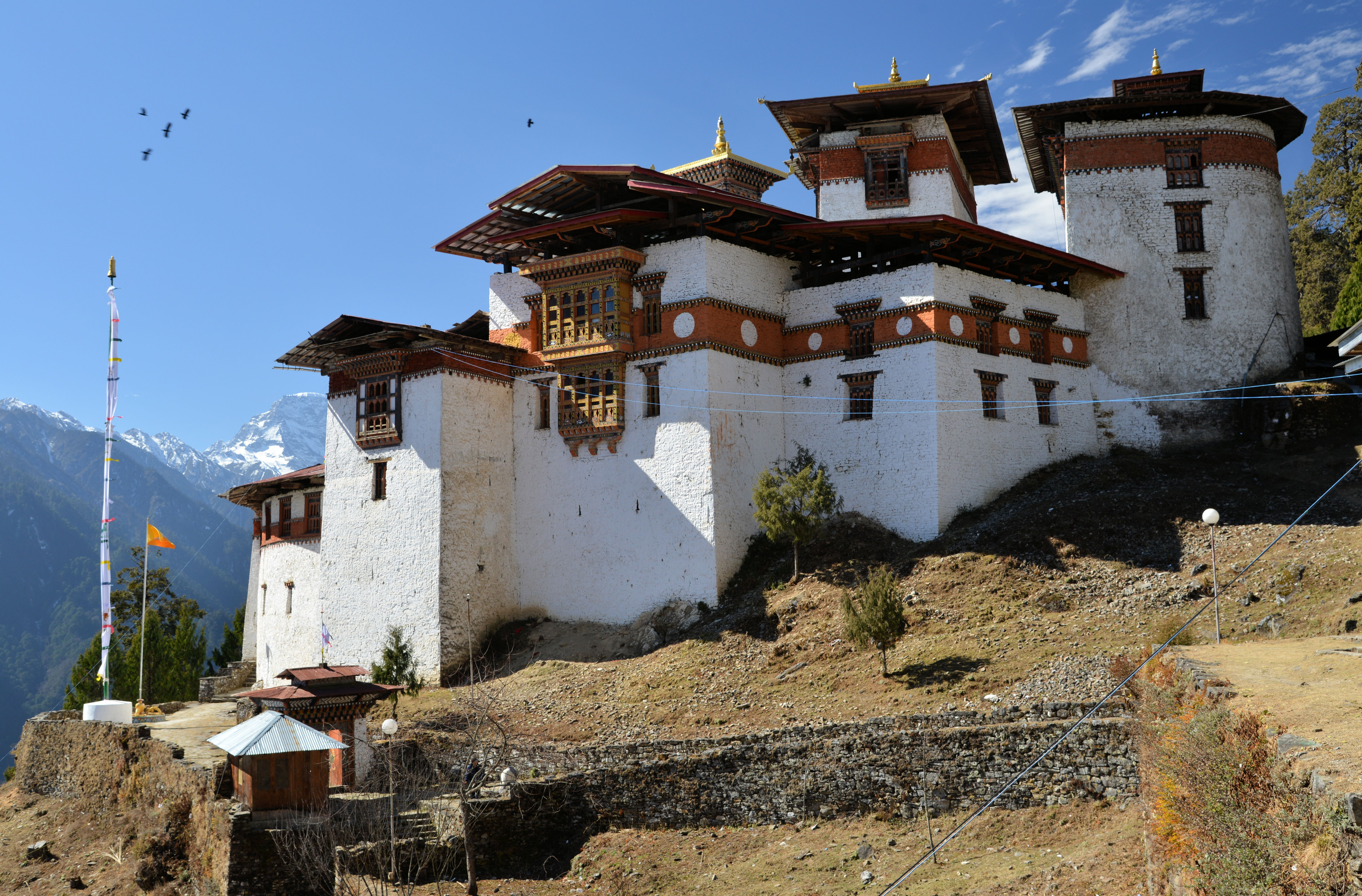
Гаса-дзонг

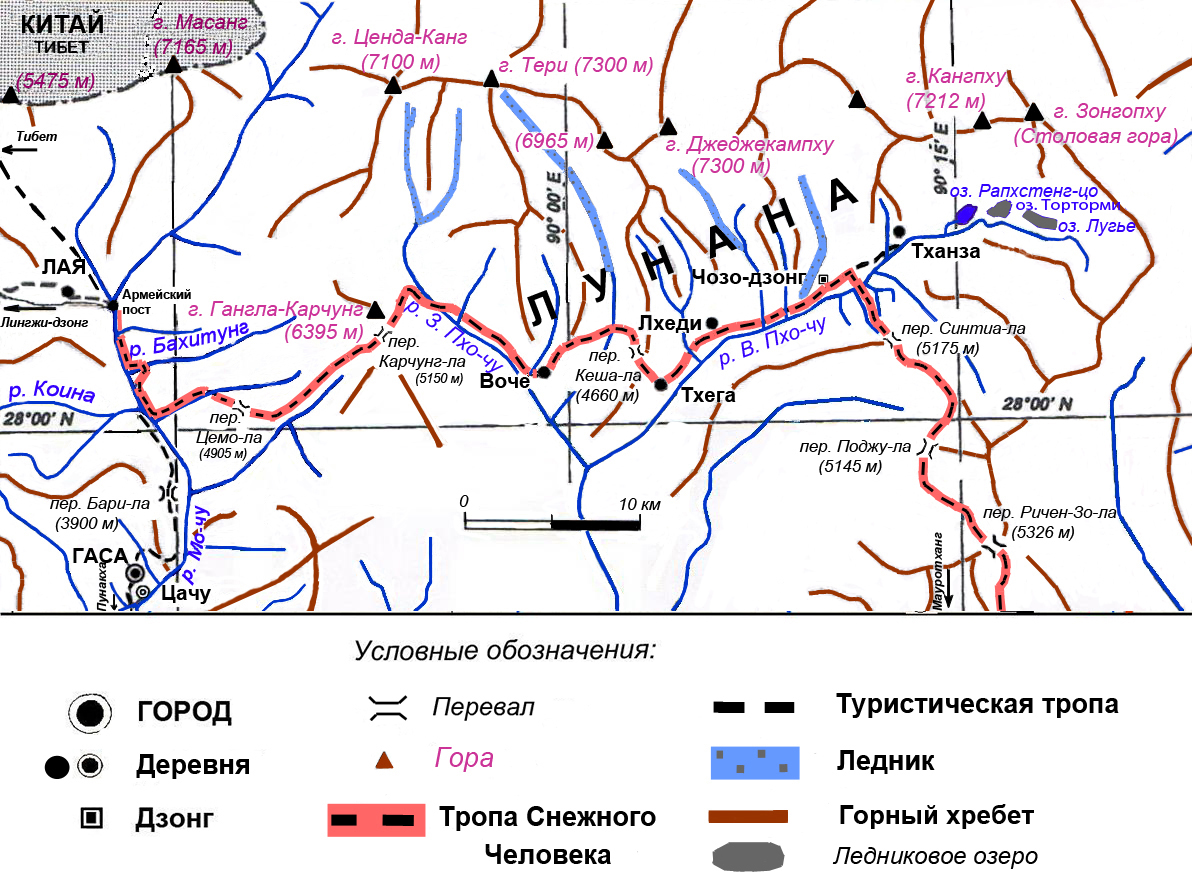
Горная часть дзонгхага Гаса, гевоги Лая и Лунана

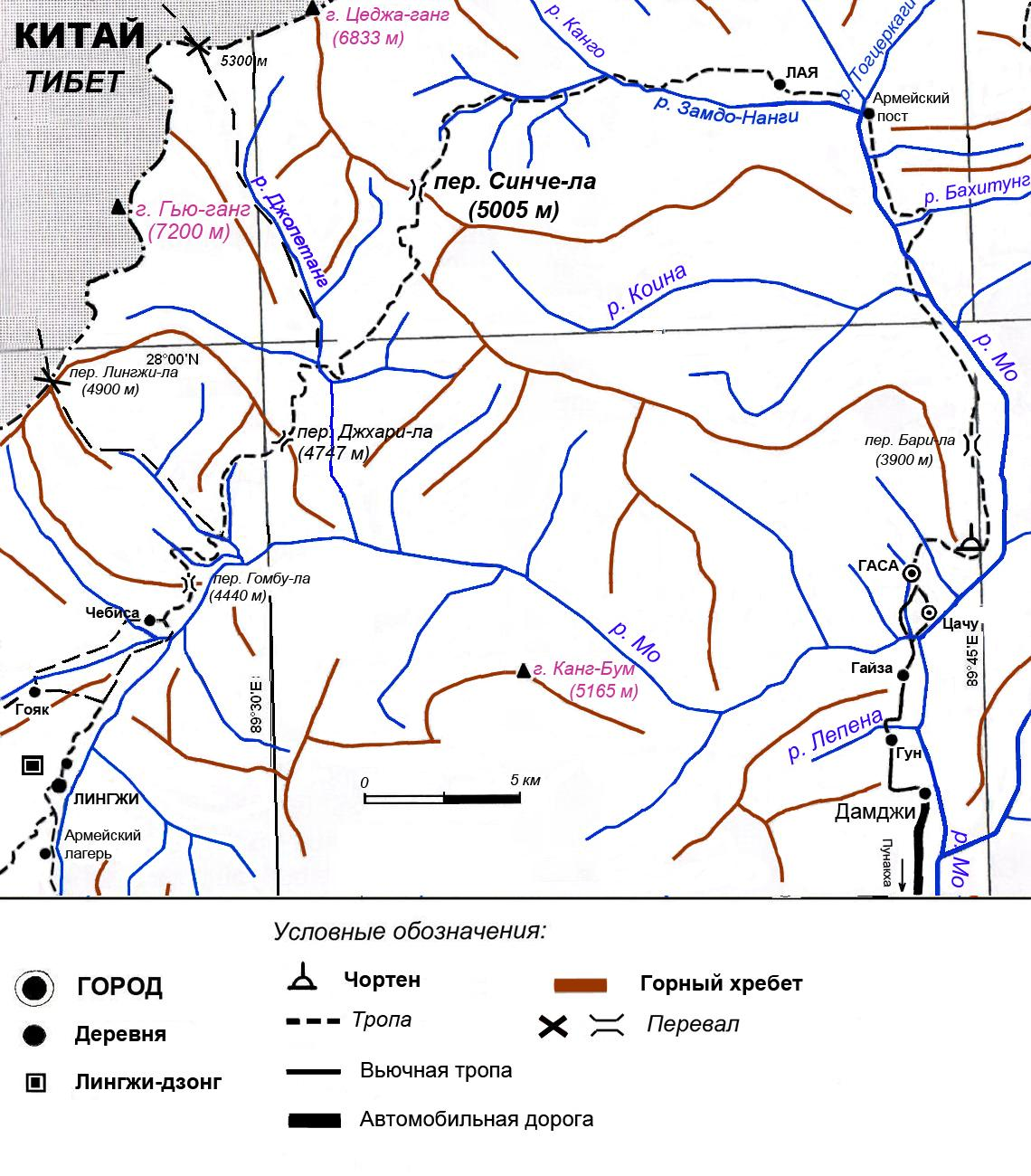
Карта высокогорья от Лингжи до Лая и Гаса

Гаса (дзонг-кэ མགར་ས) — населённый пункт, который образовался рядом с крепостью Гаса-дзонг, в которой располагаются администрация дзонгхага Гаса, монашеское руководство и суд дзонгхага.

## История
Дзонг был построен в XVII веке для защиты от атак с севера (с Тибета).

## География
Город Гаса находится на северо-западе Бутана, удалён от основной автомобильной трассы и до него можно добраться только пешком или на лошади.. До аэропорта Паро приблизительно 63 км. Гаса — небольшой город, поэтому его легко обойти пешком. Электричество в городе обеспечивается с помощью солнечных батарей.
31 мая 2012 была открыта автомобильная дорога от Пунакха до  Гаса, и организовано автобусное сообщение.

## Население
Население города составляет 402 человека (по переписи 2005 г.), а по оценке 2012 года — 439 человек.

## Достопримечательности
- Гаса-дзонг — имеет необычную круглую форму, над стеной возвышаются три башни.
- Район недалеко от города Гаса знаменит горячими источниками (цачу), бутанцы туда ходят для лечения. От города до источников необходимо идти около двух часов.